# Arbérats-Sillègue
Arbérats-Sillègue település Franciaországban, Pyrénées-Atlantiques megyében. Lakosainak száma 328 fő (2022. január 1.). Arbérats-Sillègue Aïcirits-Camou-Suhast, Arbouet-Sussaute, Béhasque-Lapiste és Domezain-Berraute községekkel határos.

## Népesség
A település népességének változása:
| Lakosok száma | 299  | 289  | 273  | 271  | 257  | 277  | 297  | 317  | 322  | 328  |
|               | 2010 | 2013 | 2015 | 2016 | 2017 | 2018 | 2019 | 2020 | 2021 | 2022 |